# Puchar Ukrainy w piłce nożnej (2021/2022)
Puchar Ukrainy 2021/2022 (oficjalna nazwa: Puchar Ukrainy w piłce nożnej, ukr. Кубок України з футболу) – 31. rozgrywki ukraińskiej PFL, mające na celu wyłonienie zdobywcy krajowego Pucharu, który zakwalifikuje się tym samym do Ligi Europy UEFA sezonu 2022/2023. Sezon trwał od 4 sierpnia 2021 do 11 maja 2022.
W sezonie 2021/2022 rozgrywki te składały się z:
- pierwszej rundy wstępnej,
- drugiej rundy wstępnej,
- trzeciej rundy wstępnej,
- meczów 1/16 finału, do której dołączyły 11 zespołów Premier-lihi sezonu 2020/2021,
- meczów 1/8 finału, do której dołączyły 5 zespołów Premier-lihi sezonu 2020/2021, uczestniczących w eliminacjach do pucharów europejskich,
- meczów 1/4 finału (nie odbyły się),
- meczów 1/2 finału (nie odbyły się),
- meczu finałowego (nie odbył się),

## Drużyny
Do rozgrywek Pucharu przystąpiło 65 klubów: 16 z Premier-lihi, 16 z Pierwszej Lihi i 31 z Drugiej Lihi oraz półfinaliści Pucharu Ukrainy 2020/21 roku wśród drużyn amatorskich.
| Kluby Premier Lihi: | Kluby Pierwszej Lihi: | Kluby Drugiej Lihi: | Finaliści Pucharu Ukrainy spośród drużyn amatorskich: |
| - Czornomoreć Odessa - Desna Czernihów - SK Dnipro-1 - Dynamo Kijów - Inhułeć Petrowe - Kołos Kowaliwka - FK Lwów - FK Mariupol - Metalist 1925 Charków - FK Mynaj - FK Ołeksandrija - Ruch Lwów - Szachtar Donieck - Weres - Worskła Połtawa - Zoria Ługańsk | - Ahrobiznes Wołoczyska - Alians Łypowa Dołyna - Hirnyk-Sport Horiszni Pławni - FK Kramatorsk - Kremiń Krzemieńczuk - Krywbas Krzywy Róg - Metalist Charków - Nywa Tarnopol - Obołoń Kijów - Olimpik Donieck - Podilla Chmielnicki - Polissia Żytomierz - Prykarpattia Iwano-Frankiwsk - FK Użhorod - Wołyń Łuck - WPK-Ahro Szewczenkiwka | - AFSK Kijów - Bałkany Zoria - Bukowyna Czerniowce - Czajka Petropawliwśka Borszczahiwka - FK Czernihów - Dinaz Wyszogród - Dnipro Czerkasy - Enerhija Nowa Kachowka - Epicentr Dunajowce - Jarud Mariupol - Karpaty Halicz - Karpaty Lwów - Krystał Chersoń - Liwyj Bereh Kijów - ŁNZ Czerkasy - Lubomyr Stawyszcze - Metałurh Zaporoże - MFA Munkács - MFK Mikołajów - FK Nikopol - Nywa Winnica - Olimpija Sawynci - Peremoha Dnipro - SK Połtawa - Reał Farma Odessa - Rubikon Kijów - Skoruk Tomakiwka - FK Sumy - Tawrija Symferopol - FK Trostianeć - Wiktorija Mykołajiwka - FK Wołczańsk | - Feniks Podmanasterz (półfinalista)                  |

## Terminarz rozgrywek

### Pierwsza runda wstępna (1/128)
Mecze rozegrano 4 sierpnia 2021.
| Feniks Podmanasterz | 2:0 | MFA Munkács        |  |
| Skoruk Tomakiwka    | 1:0 | FK Trostianeć      |  |
| Olimpija Sawynci    | 6:0 | Lubomyr Stawyszcze |  |
| Karpaty Lwów        | 3:0 | AFSK Kijów         |  |
| Liwyj Bereh Kijów   | 1:0 | SK Połtawa         |  |

### Druga runda wstępna (1/64)

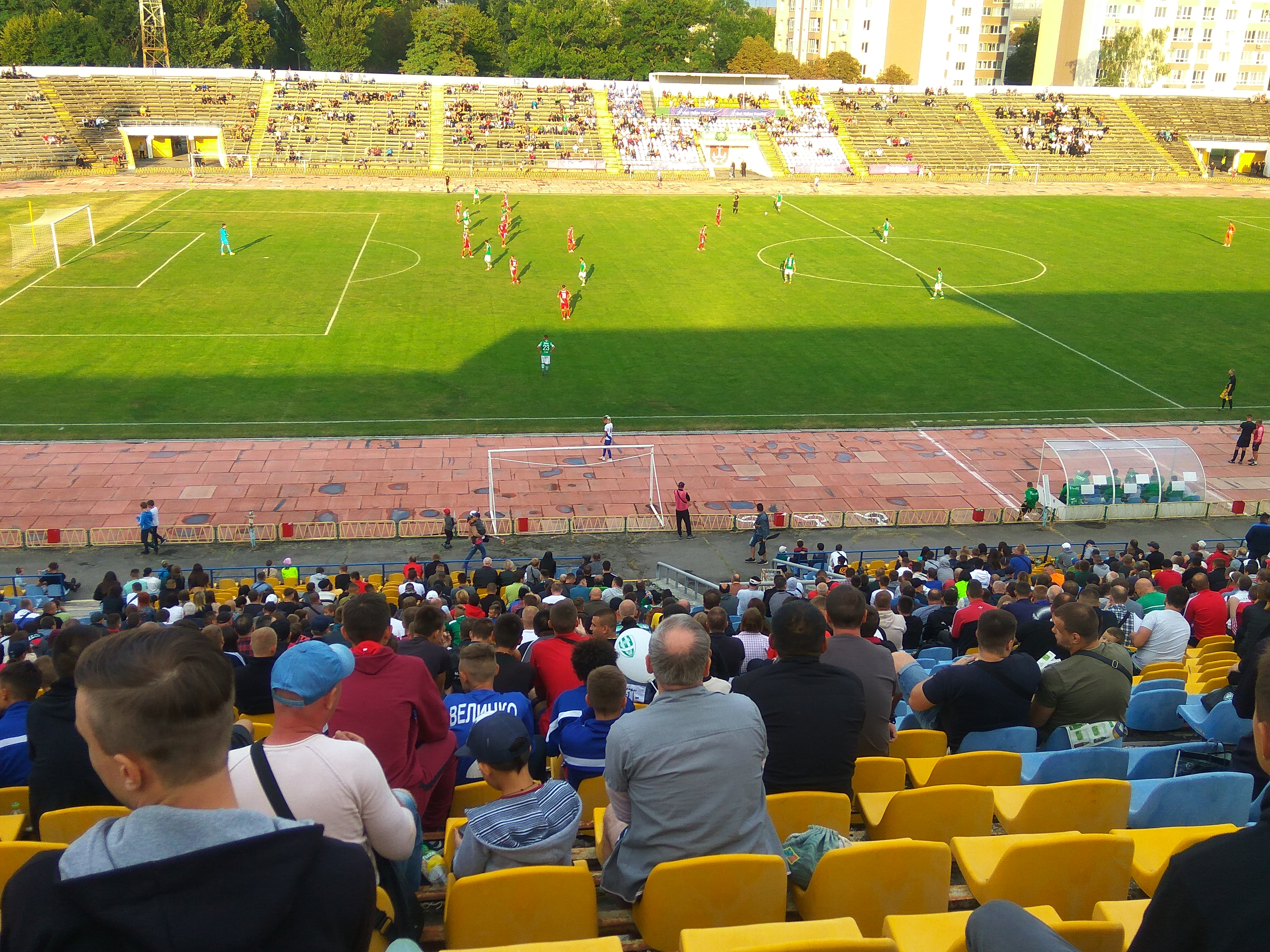
Nywa Winnica - Wołyń Łuck, 18.08.2021

Mecze rozegrano 18 sierpnia 2021, z wyjątkiem meczu: Skoruk Tomakiwka - Wiktorija Mykołajiwka, który odbył się 17 sierpnia 2021.
| Skoruk Tomakiwka                    | 4:2 | Wiktorija Mykołajiwka        |             |
| Epicentr Dunajowce                  | 3:0 | Podilla Chmielnicki          |             |
| Bukowyna Czerniowce                 | 2:0 | Ahrobiznes Wołoczyska        | dod.        |
| Feniks Podmanasterz                 | 2:6 | Prykarpattia Iwano-Frankiwsk |             |
| FK Użhorod                          | 0:1 | Nywa Tarnopol                |             |
| Karpaty Lwów                        | 1:0 | Karpaty Halicz               |             |
| Czajka Petropawliwśka Borszczahiwka | 1:1 | FK Czernihów                 | dod., k.3:5 |
| Rubikon Kijów                       | 0:5 | Polissia Żytomierz           |             |
| Dinaz Wyszogród                     | 1:3 | Obołoń Kijów                 |             |
| Nywa Winnica                        | 1:1 | Wołyń Łuck                   | dod., k.3:5 |
| Liwyj Bereh Kijów                   | 2:3 | Olimpik Donieck              |             |
| FK Sumy                             | 0:1 | Metałurh Zaporoże            |             |
| Alians Łypowa Dołyna                | 2:1 | FK Kramatorsk                |             |
| Jarud Mariupol                      | 1:3 | Metalist Charków             |             |
| Olimpija Sawynci                    | 0:1 | FK Wołczańsk                 |             |
| Peremoha Dnipro                     | 1:2 | Hirnyk-Sport Horiszni Pławni |             |
| Reał Farma Odessa                   | 0:2 | WPK-Ahro Szewczenkiwka       |             |
| Bałkany Zoria                       | 4:2 | Enerhija Nowa Kachowka       |             |
| MFK Mikołajów                       | 1:1 | Krywbas Krzywy Róg           | dod., k.3:1 |
| ŁNZ Czerkasy                        | 1:0 | Kremiń Krzemieńczuk          |             |
| Tawrija Symferopol                  | 3:2 | Dnipro Czerkasy              |             |
| FK Nikopol                          | 2:0 | Krystał Chersoń              |             |

### Trzecia runda wstępna (1/32)
Mecze rozegrano 31 sierpnia 2021, z wyjątkiem meczów: Skoruk Tomakiwka - Metalist Charków i MFK Mikołajów - FK Wołczańsk, które odbyły się 1 września 2021.
| Epicentr Dunajowce  | 1:0 | Nywa Tarnopol                |             |
| Bukowyna Czerniowce | 1:1 | Prykarpattia Iwano-Frankiwsk | dod., k.2:4 |
| Karpaty Lwów        | 2:3 | Wołyń Łuck                   | dod.        |
| ŁNZ Czerkasy        | 2:1 | Olimpik Donieck              |             |
| FK Użhorod          | 0:1 | Nywa Tarnopol                |             |
| Obołoń Kijów        | 1:0 | Polissia Żytomierz           |             |
| FK Czernihów        | 1:5 | Alians Łypowa Dołyna         |             |
| FK Nikopol          | 0:3 | Tawrija Symferopol           |             |
| Bałkany Zoria       | 1:3 | WPK-Ahro Szewczenkiwka       | dod.        |
| Metałurh Zaporoże   | 2:3 | Hirnyk-Sport Horiszni Pławni |             |
| Skoruk Tomakiwka    | 0:3 | Metalist Charków             |             |
| MFK Mikołajów       | 4:1 | FK Wołczańsk                 |             |

### 1/16 finału
Mecze rozegrano 22 września 2021, z wyjątkiem meczów: MFK Mikołajów - Ruch Lwów i Metalist Charków - Desna Czernihów, które odbyły się 21 września 2021, oraz Epicentr Dunajowce - Metalist 1925 Charków, Hirnyk-Sport Horiszni Pławni - FK Lwów, Prykarpattia Iwano-Frankiwsk - Czornomoreć Odessa, Alians Łypowa Dołyna - FK Mynaj, które odbyły się 23 września 2021.
| MFK Mikołajów                | 0:3 | Ruch Lwów             |             |
| Metalist Charków             | 2:1 | Desna Czernihów       |             |
| Tawrija Symferopol           | 1:3 | FK Ołeksandrija       |             |
| ŁNZ Czerkasy                 | 2:1 | Inhułeć Petrowe       |             |
| WPK-Ahro Szewczenkiwka       | 1:2 | SK Dnipro-1           |             |
| Wołyń Łuck                   | 0:0 | FK Mariupol           | dod., k.5:6 |
| Obołoń Kijów                 | 0:1 | Weres                 |             |
| Epicentr Dunajowce           | 0:1 | Metalist 1925 Charków |             |
| Hirnyk-Sport Horiszni Pławni | 0:2 | FK Lwów               |             |
| Prykarpattia Iwano-Frankiwsk | 1:4 | Czornomoreć Odessa    |             |
| Alians Łypowa Dołyna         | 3:2 | FK Mynaj              |             |

### 1/8 finału
Mecze rozegrano 27 października 2021, z wyjątkiem meczów: Metalist 1925 Charków - FK Ołeksandrija, który odbył się 26 października 2021, i Alians Łypowa Dołyna - FK Lwów, Ruch Lwów - Zoria Ługańsk, Metalist Charków - Kołos Kowaliwka, które odbyły się 28 października 2021, oraz ŁNZ Czerkasy - SK Dnipro-1, który odbył się 29 października 2021.
| Metalist 1925 Charków | 2:5 | FK Ołeksandrija  |             |
| Weres                 | 1:3 | Worskła Połtawa  |             |
| FK Mariupol           | 1:2 | Dynamo Kijów     |             |
| Czornomoreć Odessa    | 0:3 | Szachtar Donieck |             |
| Alians Łypowa Dołyna  | 1:1 | FK Lwów          | dod., k.2:3 |
| Ruch Lwów             | 0:2 | Zoria Ługańsk    | dod.        |
| Metalist Charków      | 1:0 | Kołos Kowaliwka  |             |
| ŁNZ Czerkasy          | 0:2 | SK Dnipro-1      |             |

### 1/4 finału
Losowanie odbyło się 15 grudnia 2021 roku. Mecze zostały zaplanowane na 1-3 marca 2022. Ze względu na wczesne ukończenie Pucharu w związku z agresją militarną Rosji na Ukrainę, mecze ćwierćfinałowe nie odbyły się.
| Metalist Charków |  | Zoria Ługańsk    |  |
| FK Ołeksandrija  |  | Dynamo Kijów     |  |
| FK Lwów          |  | Szachtar Donieck |  |
| SK Dnipro-1      |  | Worskła Połtawa  |  |